# Apiro
Apiro es una localidad y comune italiana de la provincia de Macerata, región de las Marcas, con 2428 habitantes.

## Evolución demográfica
| Gráfica de evolución demográfica de Apiro entre 1861 y 2001 |
|                                                             |
| Fuente ISTAT - elaboración gráfica de Wikipedia             |